# Wilsele-Putkapel

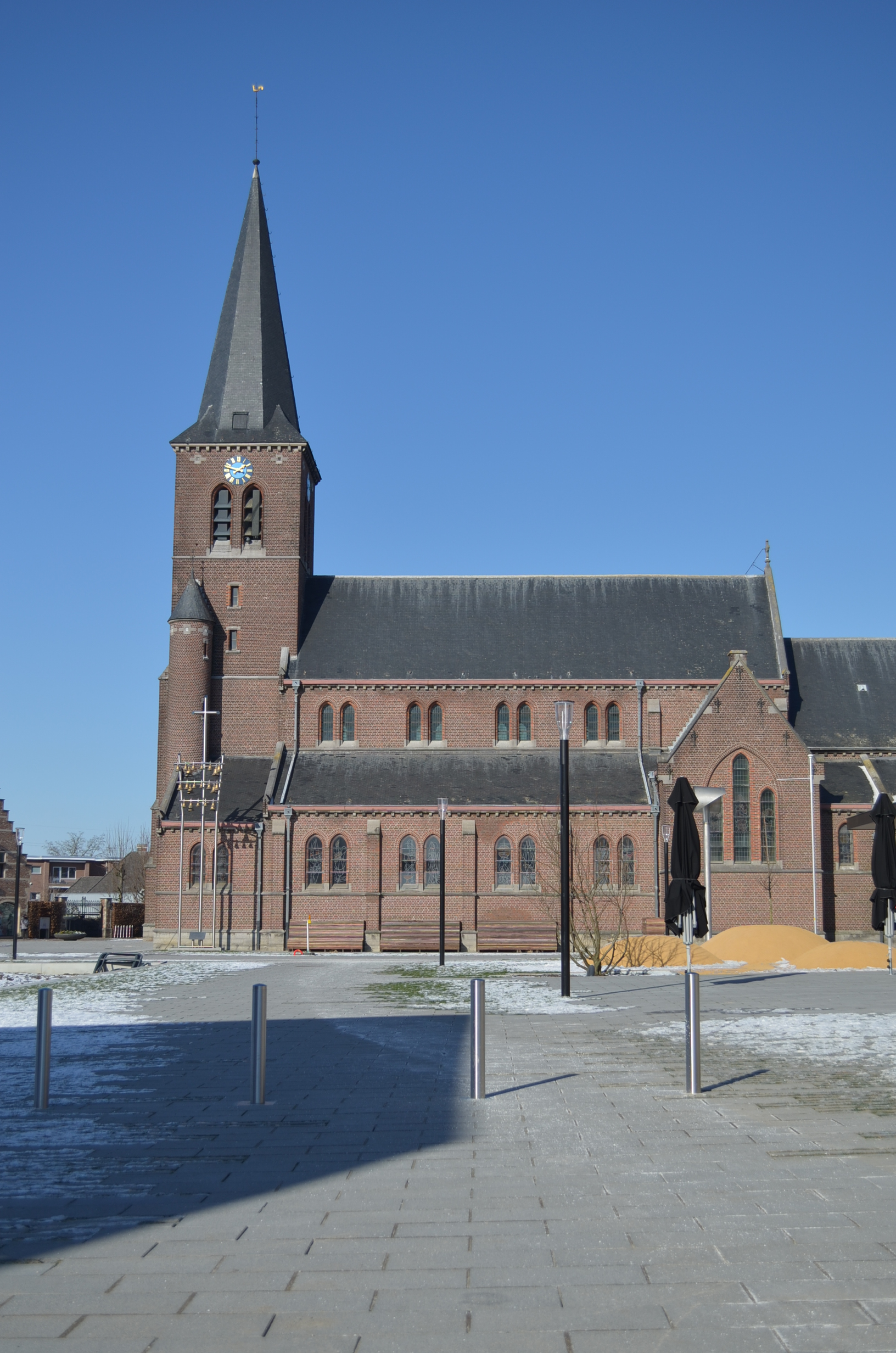
Sint-Agathakerk

Wilsele-Putkapel is een plaats in de Vlaams-Brabantse gemeente Leuven en wel onderdeel van de deelgemeente Wilsele.
Putkapel werd voor het eerst vermeld in 1312 als Putte, een heerlijkheid die in bezit was van Jan van Putte. De kern van deze plaats bestond uit het Puthof en de -nu verdwenen- Sint-Agathakapel.
De kapel werd regelmatig ver- en herbouwd en ook vergroot, maar in 1899 werd hij vervangen door de neogotische Sint-Agathakerk.
Het dorp wordt doorkruist door de Aarschotsesteenweg.

## Nabijgelegen kernen
Wilsele-Dorp, Wijgmaal, Holsbeek, Wezemaal, Rotselaar